# Rue de Lyon (Brest)
Pour les articles homonymes, voir Rue de Lyon.
La rue de Lyon est une voie de la commune française de Brest. 

## Situation et accès
Située dans le centre-ville, cette longue rue commerçante est perpendiculaire à la rue de Siam, l'artère principale de la ville. Elle débute avenue Amiral-Réveillère et se termine rue du Petit-Moulin.

## Origine du nom
Elle a été nommée en l'honneur de la ville de Lyon.
Desservent cette voie :
- Les bus 02, 12, 16 et 19.
- Le tramway A

## Historique
Initialement appelée « rue de la Mairie », car la mairie, détruite en 1944, y était située. La voie a pris la dénomination de « rue de Lyon » après la libération, pour honorer la ville de Lyon qui a financé la reconstruction de Brest à la fin de la Seconde Guerre mondiale. En retour une rue de la ville de Lyon a été nommée rue de Brest. 

## Bâtiments remarquables et lieux de mémoire
- no 3 : Frédéric Plessis y est né. La rue s'appelait alors « rue de la Mairie ».
- la rue de Lyon longe l'église Saint-Louis et les halles Saint-Louis.